# Pedro Troglio
Pedro Antonio Troglio, mais conhecido como Pedro Troglio (Luján, 28 de julho de 1965) é um ex-futebolista argentino, que atuava como meia.
Jogou na Seleção argentina, integrando o elenco que conquistou o vice-campeonato da Copa do Mundo de 1990, na Itália. Atualmente exerce a função de treinador.
Ele é o atual treinador do clube hondurenho CD Olimpia.

## Títulos

### Como jogador
River Plate
- Primera División: 1986
- Copa Libertadores da América: 1986
- Mundial de Clubes: 1986
- Copa Interamericana: 1987

Villa Dálmine
- Apertura-Primera C: 2002

### Como treinador
Cerro Porteño
- Torneo Apertura: 2009